# Olivera Lazarević
Mileva Olivera Lazarević (serbisch-kyrillisch Деспина Оливера Лазаревић, Sultanin Mileva, Despina Hatun oder auch Olivera Despina oder nur Despina; 1373 – nach 1444), ursprünglich Mileva Olivera Lazarević war die Tochter des serbischen Fürsten Lazar und dessen Frau Milica. Nach der Schlacht auf dem Amselfeld wurde sie mit dem osmanischen Sultan Bayezid I. vermählt. Durch die Schlacht bei Ankara kam sie mit Bayezid in die Gefangenschaft Timurs, kehrte 1403 nach Europa zurück, wo sie danach in Serbien, der Zeta und der Republik Ragusa lebte.

## Leben
Olivera Despina wurde zwischen 1373 und 1376 in Kruševac als jüngste Tochter von Milica und Lazar Hrebeljanović geboren. Sie wuchs in Kruševac auf, wurde 1389 mit Sultan Bayezid I. vermählt und lebte 12 Jahre im Harem in Bursa. Olivera wurde nach der Niederlage der Osmanen in der Schlacht bei Angora 1402 aus Bursa mit zwei Töchtern in Timurs Gefangenschaft geschickt. Nachdem ihr Bruder Stefan sie 1403 bei Timur auslösen konnte, kehrte sie nach Serbien zurück und lebte am Hofe des Despoten in Belgrad. Nach dem Tode Stefans 1427 zog sie zu ihrem Schwager Đurađ Branković nach Smederevo und war häufig bei ihrer Schwester Jelena Balšič in Dubrovnik sowie der Zeta und Zahumlje.
Ihr eigentlicher Name Olivera wird häufig durch Despina (von Despotin abgeleitet) ergänzt. Diesen bekam sie von Ragusanern, auch ihre Schwester Jelena nannte sie Despina. Dass die Schwestern Olivera und Jelena bis zum Lebensende verbunden geblieben sind, geht aus dem Testament Jelenas 1442 hervor, die Despina ihre goldene Ikone sowie 200 Dukaten vererbte.
Olivera starb vermutlich 1444.